# Lanzo d'Intelvi
Lanzo d'Intelvi é uma comuna italiana da região da Lombardia, província de Como, com cerca de 1.304 habitantes. Estende-se por uma área de 10 km², tendo uma densidade populacional de 130 hab/km². Faz fronteira com Pellio Intelvi, Ramponio Verna, Valsolda.

## Demografia
| Variação demográfica do município entre 1861 e 2011                               |
|                                                                                   |
| Fonte: Istituto Nazionale di Statistica (ISTAT) - Elaboração gráfica da Wikipedia |